# Hamilton Branch
Hamilton Branch is een plaats (census-designated place) in de Amerikaanse staat Californië, en valt bestuurlijk gezien onder Plumas County. Hamilton Branch is een van de plaatsen aan de oevers van Lake Almanor.

## Demografie
Bij de volkstelling in 2000 werd het aantal inwoners vastgesteld op 587.

## Geografie
Volgens het United States Census Bureau beslaat de plaats een oppervlakte van
2,8 km², geheel bestaande uit land.

## Plaatsen in de nabije omgeving
De onderstaande figuur toont nabijgelegen plaatsen in een straal van 16 km rond Hamilton Branch.